# یحیی داروئی
یحیی داروئی سیاست‌مدار ایرانی بود، که در  دوره بیست و سوم  به‌عنوان نماینده مینودشت در مجلس شورای ملی حضور داشت.